# Okręg warmińsko-mazurski Kościoła Adwentystów Dnia Siódmego w RP
Okręg warmińsko-mazurski – jeden z pięciu okręgów diecezji wschodniej Kościoła Adwentystów Dnia Siódmego w RP. Terytorialnie obejmuje zbory i grupy znajdujące się w granicach województwa warmińsko-mazurskiego, z wyłączeniem powiatu ełckiego i oleckiego wchodzących w skład oddzielnego okręgu podlaskiego oraz z wyłączeniem powiatu elbląskiego i miasta Elbląg, wchodzących w skład okręgu pomorskiego diecezji zachodniej. Siedziba okręgu znajduje się w Olsztynie.
Aktualnie do okręgu warmińsko-mazurskiego należą 3 zbory, 3 grupy i 5 stacji duszpasterskich.
Seniorem okręgu warmińsko-mazurskiego jest pastor Adam Ples.

## Zbory
| Miejscowość        | Jednostka                   | Pastor               | Rok założenia |
| Lidzbark Warmiński | zbór w Lidzbarku Warmińskim | kazn. Piotr Bylina   |               |
| Olsztyn            | zbór w Olsztynie            | kazn. sen. Adam Ples |               |
| Szczytno           | zbór w Szczytnie            | kazn. sen. Adam Ples | 1896          |

## Grupy
| Miejscowość | Jednostka         | Pastor                  | Rok założenia |
| Iława       | grupa w Iławie    | kazn. sen. Adam Ples    |               |
| Mrągowo     | grupa w Mrągowie  | kazn. Wojciech Stelmach |               |
| Wilkasy     | grupa w Wilkasach | kazn. Wojciech Stelmach |               |

## Stacje duszpasterskie
Dojazdowe stacje duszpasterskie, w których nabożeństwa odbywają się nieregularnie (raz lub kilka razy w miesiącu) według ogłoszenia, obejmują następujące miejscowości:
- Górkowo,
- Kętrzyn,
- Nidzica,
- Pleśnik,
- Ramsówko.